# Peltarion
Peltarion är ett mjukvaruföretag inom AI med kontor i Stockholm och London. 

## Historia
Peltarion grundades 2004 av Luka Crnkovic-Friis & Måns Erlandsson. Företaget, med kunder som Tesla, General Electric, och amerikanska NASA, bygger en plattform med ambitionen att göra AI tillgängligt för så många företag som möjligt. Plattformen har bland annat använts för att hjälpa läkare att segmentera tumörer och bönder att optimera sina skördar.

## Produkten
“Peltarion Platform” är en molnbaserad operationell AI-plattform som möjliggör att du kan bygga och driftsätta modeller baserade på djupinlärning.
Plattformen är en helhetslösning som inkluderar förberedning av data till att bygga modeller och att driftsätta dem. Tjänsten är helt molnbaserad och utvecklare får tillgång till plattformen genom ett grafiskt användargränssnitt där man kan bygga och testa sina modeller.